# 大炊御門経音
大炊御門 経音（おおいのみかど つねなり）は、江戸時代中期の公卿。左近衛中将・大炊御門信名の養子。官位は正二位・権大納言。大炊御門家22代当主。

## 経歴
天和2年（1683年）、大炊御門経光の子である内藤義竜の子として誕生。大炊御門信名の養子に入り、藤原北家師実流の清華家、大炊御門家の当主となった。貞享3年（1686年）に叙爵し、以降累進して元禄9年（1696年）に従三位となり公卿に列する。
元禄12年（1699年）には権中納言となり、元禄13年（1700年）には正三位に昇進。元禄14年（1701年）には踏歌節会外弁をつとめた。宝永3年（1706年）に従二位となり、宝永5年（1708年）には東山天皇中宮幸子女王の中宮権大夫に就任。宝永6年（1709年）には権大納言に任じられ、正徳4年（1714年）まで在職した。この間の正徳2年（1712年）には正二位に進んだ。
正徳4年（1714年）、薨去。

## 人物
鎌倉時代に装束着装の家であったことを意識し、装束書を精力的に蒐集したらしく、『雅亮装束抄』(『装束秘抄まさすけ』葉室本・宮内庁)や『良宗卿装束抄』(京都府立総合資料館)『源語装束抄』(宮内庁・斎宮歴史博物館)『物具抄』(斎宮歴史博物館)など、経音所持本から書写もしくは対校された資料は少なくない。

## 系譜
- 父：内藤義竜
- 母：不詳
- 養父：大炊御門信名
- 正室：菊姫 - 上杉綱憲養女、吉良義央娘
  - 男子：大炊御門経秀
- 生母不明の子女
  - 次男：鷲尾隆熙 - 鷲尾隆長養子